# نایری کینرد
نایری کینرد (به انگلیسی: Nyree Kindred) (زادهٔ ۲۱ سپتامبر ۱۹۸۰) شناگر اهل ولز است.